# Ruta 22 (Bolivia)
La Ruta Nacional 22 es una carretera de Bolivia perteneciente a la Red Vial Fundamental. La Ruta 22 ha sido declarada parte de la Red Vial Nacional de Bolivia “Red Vial Fundamental” por Decreto 25.134 del 21 de agosto de 1998.

## Historia
El camino tiene una longitud de 249 kilómetros. La Ruta 22 corre de norte a sur en la parte suroeste del departamento de Santa Cruz, conectando la Ruta 7 en Mataral con la Ruta 9 en Ipitá. El camino conecta las llanuras fértiles de la provincia Vallegrande con la ciudad de Cochabamba al norte y las regiones del Chaco boliviano al sur, con la Ruta 22 atravesando las estribaciones del sureste de la Cordillera Oriental a lo largo de su ruta.
La parte norte de la ruta de Mataral a Vallegrande está pavimentada, los restantes 198 kilómetros al sur de Vallegrande aún están sin pavimentar.

## Ciudades

### Departamento de Santa Cruz
- km 000: Mataral – 1.387 m – 939 habitantes
- km 028: El Trigal – 1.623 m – 725 habitantes
- km 053: Vallegrande – 2.041 m – 9.304 habitantes
- km 061: Guadalupe – 2.057 m – 711 habitantes
- km 136: Masicurí – 715 m – 257 habitantes
- km 249: Ipitá – 923 m – 374 habitantes